# Pulau Baru-Baru
Pulau Baru-Baru (auch als Verwaltungseinheit: Kampong Pulau Baru-Baru) ist eine kleine Insel im Mündungsbereich des Brunei-Flusses in Brunei.

## Geographie
Die Insel ist Teil der Seria Anticline und bildet als Teil des Brunei Inner Bars einen Ausläufer der Anhöhe von Limbang, Malaysia, die sich von Südwesten nach Nordosten in die Brunei Bay hineinzieht. Zu dieser Formation gehört auch die benachbarte Insel Pulau Pepatan im Norden, die nur durch einen schmalen Kanal und die Simpang 747 von Pulau Baru-Baru getrennt wird. Aufgrund einer Faltung der Schichten verlaufen zahlreiche Hügelkämme parallel nebeneinander, und so bilden die Inseln Pulau Chermin und Pulau Kaingaran sowie Pulau Berambang im Westen Ausläufer des benachbarten Kammes.
Pulau Baru-Baru selbst erhebt sich nur wenige Meter über den Wasserspiegel. Sie ist heute dicht bewaldet und am Nordufer wurde ein Damm zur Errichtung der Simpang 747 aufgeschüttet. Auf der Insel findet sich eine kleine Wohnanlage, sowie einige Hütten am Südufer.
Ein Kanal von ca. 500 m Breite und die Temburong-Brücke trennen die Insel von Pulau Berbunot weiter südlich.